# Anupriya Patel
Pour les articles homonymes, voir Patel.
 (juin 2024).
La mise en forme du texte ne suit pas les recommandations de Wikipédia : il faut le « wikifier ».
Les points d'amélioration suivants sont les cas les plus fréquents. Le détail des points à revoir est peut-être précisé sur la page de discussion.
- Les titres sont pré-formatés par le logiciel. Ils ne sont ni en capitales, ni en gras.
- Le texte ne doit pas être écrit en capitales (les noms de famille non plus), ni en gras, ni en italique, ni en « petit »…
- Le gras n'est utilisé que pour surligner le titre de l'article dans l'introduction, une seule fois.
- L'italique est rarement utilisé : mots en langue étrangère, titres d'œuvres, noms de bateaux, etc.
- Les citations ne sont pas en italique mais en corps de texte normal. Elles sont entourées par des guillemets français : « et ».
- Les listes à puces sont à éviter, des paragraphes rédigés étant largement préférés. Les tableaux sont à réserver à la présentation de données structurées (résultats, etc.).
- Les appels de note de bas de page (petits chiffres en exposant, introduits par l'outil «  Source ») sont à placer entre la fin de phrase et le point final[comme ça].
- Les liens internes (vers d'autres articles de Wikipédia) sont à choisir avec parcimonie. Créez des liens vers des articles approfondissant le sujet. Les termes génériques sans rapport avec le sujet sont à éviter, ainsi que les répétitions de liens vers un même terme.
- Les liens externes sont à placer uniquement dans une section « Liens externes », à la fin de l'article. Ces liens sont à choisir avec parcimonie suivant les règles définies. Si un lien sert de source à l'article, son insertion dans le texte est à faire par les notes de bas de page.
- La présentation des références doit suivre les conventions bibliographiques. Il est recommandé d'utiliser les modèles {{Ouvrage}}, {{Chapitre}}, {{Article}}, {{Lien web}} et/ou {{Bibliographie}}. Le mode d'édition visuel peut mettre en forme automatiquement les références.
- Insérer une infobox (cadre d'informations à droite) n'est pas obligatoire pour parachever la mise en page.

Pour une aide détaillée, merci de consulter Aide:Wikification.
Si vous pensez que ces points ont été résolus, vous pouvez retirer ce bandeau et améliorer la mise en forme d'un autre article.
Anupriya Singh Patel (née le 28 avril 1981)  est une femme politique indienne, enseignante et travailleur social de l'État de l'Uttar Pradesh.

## Biographie

### Enfance et formation
Anupriya Patel est la fille de Sone Lal Patel (en), fondateur du parti politique Apna Dal (Sonelal) (en) basé dans l'Uttar Pradesh. Elle a fait ses études au Lady Shri Ram College (en) et à l'Université Chhatrapati Shahu Ji Maharaj (en). Elle est titulaire d'une maîtrise en psychologie ainsi que d'une maîtrise en administration des affaires (MBA)  et a enseigné à Amity.

### Carrière
Patel est présidente du parti politique Apna Dal depuis le décès de son père en octobre 2009. Elle est ministre d'État chargé du Commerce et de l'Industrie de Inde depuis le 7 juillet 2021.
En 2012, elle a été élue membre de l'élection de l'Assemblée législative de l'Uttar Pradesh pour la circonscription de Rohaniya à Varanasi.
Elle représente Mirzapur au Lok Sabha depuis 2014. Lors des élections générales de 2014, le parti de Patel a fait campagne en alliance avec le parti Bharatiya Janata, dirigé par Narendra Modi. Elle a été élue députée de la circonscription de Mirzapur. Après les élections, des rumeurs circulaient selon lesquelles les deux partis allaient fusionner, mais Patel a rejeté les ouvertures censées aboutir à cette fusion.
Elle a été ministre d'État au ministère de la Santé et du Bien-être familial du gouvernement indien de 2016 à 2019. Elle avait auparavant été élue membre de l'Assemblée législative de la circonscription Rohaniya de l'Assemblée législative de l'Uttar Pradesh à Varanasi, où elle avait mené une campagne en alliance avec le Parti de la paix indien et le Congrès du Bundelkhand de 2012 à 2014.

## Famille

### Krishna Patel
Krishna Patel est la mère du ministre de l'Union et président d'Apna Dal (S) Anupriya Patel. Krishna Patel est devenu présidente du parti  Apna Dal (Kamerawadi) après la mort du Dr Sone Lal Patel, fondateur de l'Apna Dal. Krishna Patel s'est présentée sans succès au siège de la circonscription de l'Assemblée de Pratapgarh Sadar dans l'Uttar Pradesh pour les élections de 2022 en tant que candidate de l'alliance du Parti Samajwadi. Le Dr Pallavi Patel est la sœur d'Anupriya Patel. Récemment, Pallavi Patel est apparu dans un gros titre d'actualité après avoir battu le député Cm Khesav Prasad Maurya à Sirathu Vidhan Sabha.